# Acrocirrus trisectus
Acrocirrus trisectus är en ringmaskart som beskrevs av Banse 1969. Acrocirrus trisectus ingår i släktet Acrocirrus och familjen Acrocirridae.
Artens utbredningsområde är havet kring Nya Zeeland. Inga underarter finns listade i Catalogue of Life.